# Cat Lake, Antarktis
Cat Lake är en sjö i Antarktis. Den ligger i Östantarktis. Australien gör anspråk på området. Cat Lake ligger 27 meter över havet.